# 镰羽假瘤蕨
镰羽假瘤蕨（学名：Selliguea taeniata），为水龙骨科修蕨属下的一个植物种。台湾特有种。模式标本采自台湾兰屿岛。